# Ryan Tedder
Ryan Benjamin Tedder (Tulsa, 26 juni 1979) is de zanger van de band OneRepublic. Daarnaast is hij songwriter en producer.

## Tedder als songwriter
Op driejarige leeftijd leerde Tedder de piano te bespelen. Hij begon te zingen toen hij zeven jaar was. Hij oefende door tot zijn achttiende ongeveer twee uur per dag te zingen. Oorspronkelijk wilde hij kunstenaar worden, maar hij koos later voor de muziekindustrie.
Tedder werkte als songwriter met onder andere Beyoncé, Chris Cornell, Kelly Clarkson en schreef de teksten voor zijn band OneRepublic. Tedder zegt nooit moeite te hebben gehad met teksten te schrijven. In zijn jeugd vond hij het al leuk om liedjes te schrijven. Het begon met een klein onderwerp waar vervolgens het hele liedje over ging. Zo is Say (All I Need) van OneRepublic ontstaan. Hij voegde het liedje toe samen met zijn piano en daarmee kwam er een lied. Bij het werken, vroeg hij aan een andere artiest waar deze over wilde zingen, waarop Tedder begon met schrijven. Na afloop van het schrijven, begon hij met het maken van een lied.
Tedder zong als achtergrondzanger op onder meer Bleeding Love van Leona Lewis (een nummer dat hij ook produceerde) en op Please Don't Stop the Rain van James Morrison. Daarnaast werkte hij met de Nederlandse Esmée Denters aan haar debuutalbum.
Ryan Tedder is ook te zien tijdens het programma X-Factor, zo geeft hij tips aan de kandidaten.

## Discografie

### Singles
| Single met eventuele hitnotering(en) in de Nederlandse Top 40 | Datum van verschijnen | Datum van binnenkomst | Hoogste positie | Aantal weken | Opmerkingen                                         |
| ------------------------------------------------------------- | --------------------- | --------------------- | --------------- | ------------ | --------------------------------------------------- |
| Rocketeer                                                     | 2010                  | 15-01-2011            | 20              | 7            | met Far East Movement / Nr. 47 in de Single Top 100 |
| The fighter                                                   | 31-05-2012            | 23-06-2012            | tip6            | -            | met Gym Class Heroes                                |

| Single met hitnotering(en) in de Vlaamse Ultratop 50 | Datum van verschijnen | Datum van binnenkomst | Hoogste positie | Aantal weken | Opmerkingen           |
| ---------------------------------------------------- | --------------------- | --------------------- | --------------- | ------------ | --------------------- |
| Rocketeer                                            | 2010                  | 29-01-2011            | tip9            | -            | met Far East Movement |

## Productie- en schrijfdiscografie
| Jaar | Nummer                     | Artiest                               | Taak                 | Top 40 | Ultratop 50 | Hot 100 | Top 75 |
| ---- | -------------------------- | ------------------------------------- | -------------------- | ------ | ----------- | ------- | ------ |
| 2007 | Apologize                  | OneRepublic                           | Schrijver            | 1      | 1           | 2       | 3      |
| 2007 | He Said She Said           | Ashley Tisdale                        | Schrijver            | —      | —           | 58      | 155    |
| 2007 | Do It Well                 | Jennifer Lopez                        | Producent, schrijver | 30     | 22          | 31      | 11     |
| 2007 | Bleeding Love              | Leona Lewis                           | Producer             | 1      | 1           | 1       | 1      |
| 2008 | Stop and Stare             | OneRepublic                           | Schrijver            | 18     | 29          | 12      | 4      |
| 2008 | On My Way Here             | Clay Aiken                            | Schrijver            | —      | —           | —       | —      |
| 2008 | Say (All I Need)           | OneRepublic                           | Schrijver            | 32     | —           | 108     | 51     |
| 2008 | Mercy                      | OneRepublic                           | Schrijver            | tip14  | —           | —       | 4      |
| 2008 | Strike the Match           | Monrose                               | Producent, schrijver | —      | —           | —       | —      |
| 2008 | Love Like This             | Natasha Bedingfield ft. Sean Kingston | Producent, schrijver | —      | —           | 11      | 20     |
| 2008 | Reach Out                  | Hilary Duff                           | Producent, schrijver | —      | —           | —       | 193    |
| 2008 | Long Gone                  | Chris Cornell                         | Schrijver            | —      | —           | —       | —      |
| 2009 | Halo                       | Beyoncé                               | Producer, schrijver  | 10     | 24          | 5       | 4      |
| 2009 | Please Don't Stop the Rain | James Morrison                        | Schrijver            | 20     | —           | —       | 33     |
| 2009 | Battlefield                | Jordin Sparks                         | Producent, schrijver | 15     | tip4        | 10      | 11     |
| 2009 | Already Gone               | Kelly Clarkson                        | Producent, schrijver | tip21  | —           | 57      | 75     |
| 2009 | Come Home                  | OneRepublic                           | Schrijver            | —      | —           | 80      | —      |
| 2009 | Happy                      | Leona Lewis                           | Producer             | —      | —           | —       | —      |
| 2009 | All the Right Moves        | OneRepublic                           | Schrijver            | 14     | —           | —       | —      |
| 2010 | Not to love you            | Ryan Tedder                           | Zanger               | —      | —           | —       | —      |

- Bibsys: 8023489
- Biblioteca Nacional de España: XX4876011
- Gemeinsame Normdatei: 135508517
- International Standard Name Identifier: 0000 0000 7827 0618
- Library of Congress Control Number: no2006094739
- MusicBrainz: 0bc6d6e7-0858-4b73-a079-7aa681095f98
- Nationale Bibliotheek van Tsjechië: xx0263977
- Nederlandse Thesaurus van Auteursnamen: 398082049
- Virtual International Authority File: 157145970309232252233
- WorldCat: E39PBJpJcvwgm9fqHGrcVGyyBP